# Pinelema cordata
Espèce
Synonymes
- Telema cordata Wang & Li, 2010

Pinelema cordata est une espèce d'araignées aranéomorphes de la famille des Telemidae.

## Distribution
Cette espèce est endémique du Guangxi en Chine,. Elle se rencontre dans la grotte Yiling dans le xian de Wuming à Nanning.

## Description
Le mâle holotype mesure 1,70 mm et la femelle paratype 1,55 mm.

## Publication originale
- Wang & Li, 2010 :  New species of the spider genus Telema (Araneae, Telemidae) from caves in Guangxi, China. Zootaxa, no 2632, p. 1-45.